# Междуречье (Аргентина)

Междуречье (выделено) на карте Аргентины

Аргенти́нская Месопота́мия (исп. Mesopotamia argentina) или Междуре́чье — географический регион в Аргентине, включающий провинции Мисьонес, Корриентес и Энтре-Риос, часть Лаплатской низменности. Естественными границами региона являются реки Парана, Уругвай, Игуасу и Пепири-Гуасу.
До настоящего времени продолжается спор о правомерности объединения трёх провинций под общим географическим термином, поскольку с древних времён и до настоящего времени они весьма различны в плане культуры и традиций.

## Население
Совокупное население региона в трёх провинциях — Мисьонес, Корриентес и Энтре-Риос составляет по последней переписи 3 347 217 человек, то есть 8,4 % населения Аргентины.
Основные города региона:
- Гран-Корриентес (316 782 жителей)
- Гран-Посадас (279 961 жителей)
- Гран-Парана (247 310 жителей)
- Конкордия (138 099 жителей)
- Гойя (Корриентес) (77 349 жителей)
- Гуалегуайчу (76 220 жителей)
- Консепсьон-дель-Уругвай (64 954 жителей)
- Обера (51 503 жителей)
- Эльдорадо (47 556 жителей)
- Пасо-де-лос-Либрес (43 805 жителей)
- Гуалегуай (39 035 жителей)
- Курусу-Куатиа (36 390 жителей)
- Мерседес (35 244 жителей)
- Белья-Виста (35 150 жителей)
- Пуэрто-Игуасу (31 515 жителей)

## Экономика
Междуречье является ведущим аграрным регионом в Аргентине, единственным в стране, в котором выращивают падуб парагвайский и тунговое дерево, имеющие большое экспортное значение. Также в нём выращивают чай, рис, табак. Это один из главных регионов по добыче и переработке лесоматериалов для производства древесины и целлюлозно-бумажной промышленности.